# Potamophilus acuminatus
Potamophilus acuminatus is een keversoort uit de familie beekkevers (Elmidae). De wetenschappelijke naam van de soort werd in 1792 gepubliceerd door Johann Christian Fabricius.